# 細沼町
細沼町（ほそぬままち）は、福島県郡山市に所在する町丁である。郵便番号は963-8015。

## 地理
郡山市役所本庁所管地域である市街中心部に属する。北で虎丸町、東で清水台、南で堂前町、麓山、西で長者とそれぞれ隣接する。福島県道6号郡山湖南線（麓山通り）と北側の福島県道142号河内郡山線（さくら通り）の間にて東西に細長い区域を持ち、住居表示が実施されている。大通りの裏手の閑静な地区であり、住宅や事務所等が立ち並ぶ。長者に所在する郡山警察署長者交番、および堂前町に所在する郡山消防署本署がそれぞれ管轄にあたる。

## 世帯数と人口
2025年1月1日現在の世帯数と人口は以下の通りである。
| 町丁   | 世帯数  | 人口  |
| ------ | ------- | ----- |
| 細沼町 | 450世帯 | 784人 |

## 小・中学校の学区
市立小・中学校に通う場合、学区は以下の通りとなる。
| 番地 | 小学校             | 中学校                 |
| ---- | ------------------ | ---------------------- |
| 全域 | 郡山市立金透小学校 | 郡山市立郡山第二中学校 |

## 交通

### 道路
- 一級市道29号荒井長者線
- 一級市道34号麓山一丁目久保田線

## 施設等
- 郡山細沼郵便局
- 東北歯科専門学校
- 日東病院
- 東北電力ネットワーク 郡山電力センター
- 東北電力 細沼変電所
- 安積雷神社
- 末日聖徒イエス・キリスト教会
- 日本基督教団郡山細沼教会